# جون شرابنل
جون شرابنل (بالإنجليزية: Jonathan Shrapnel)‏ هو كاتب سيناريو وممثل بريطاني، ولد في 27 أبريل 1942 ببرمنغهام في المملكة المتحدة.

## أعمال

### أفلام
- (1971) نيكولاس وأليكساندرا
- (1996) 101 مرقش[4][5]
- (1999) مريم - والدة يسوع
- (1999) نوتينغ هيل[6][7][8]
- (2000) غلاديايتر[9][10][11]
- (2002) كا-19 صانعة الأرامل[12]
- (2004) طروادة[13][14][15]
- (2007)  العصر الذهبي[16]
- (2008) الدوقة[17][18]
- (2008) ميرورز[19]

## وصلات خارجية
- جون شرابنل على موقع IMDb (الإنجليزية)
- جون شرابنل على موقع روتن توميتوز (الإنجليزية)
- جون شرابنل على موقع ألو سيني (الفرنسية)
- جون شرابنل على موقع ميوزك برينز (الإنجليزية)
- جون شرابنل على موقع أول موفي (الإنجليزية)
- جون شرابنل على موقع قاعدة بيانات الأفلام السويدية (السويدية)
- جون شرابنل على موقع قاعدة بيانات الفيلم (الإنجليزية)
- جون شرابنل على موقع كينوبويسك (الروسية)